# Гецо Гецов
Гецо Стойчев Гецов е български полицай, генерал-майор от МВР.

## Биография
Роден е на 4 октомври 1947 г. в търговишкото село  Опака, днес град.
От 1968 г. влиза в системата на МВР, започвайки работа като оперативен работник в полицейското управление в Попово. През 1985 г. става началник на оперативното управление в Районното управление на МВР в Търговище. През 1995 г. става началник на РДВР в Търговище. На 25 юни 2002 г. е удостоен със звание генерал-майор от МВР.
Обявен е за почетен гражданин на Попово през 2003 г. Бил е заместник-кмет на Попово.